# Пехбрунн
Пехбрунн (нім. Pechbrunn) — громада в Німеччині, розташована в землі Баварія. Підпорядковується адміністративному округу Верхній Пфальц. Входить до складу району Тіршенройт. Складова частина об'єднання громад Міттертайх.
Площа — 26,46 км2. Населення становить 1340 ос. (станом на 31 грудня 2020).